# Allainville (Eure-et-Loir)
Allainville település Franciaországban, Eure-et-Loir megyében. Lakosainak száma 153 fő (2022. január 1.). Allainville Vernouillet, Vert-en-Drouais és Châtaincourt községekkel határos.

## Népesség
A település népességének változása:
| Lakosok száma | 42   | 82   | 124  | 150  | 139  | 135  | 136  | 139  | 141  | 153  |
|               | 1968 | 1982 | 1990 | 2006 | 2013 | 2015 | 2017 | 2019 | 2020 | 2022 |